# 第15回デトロイト映画批評家協会賞
第15回デトロイト映画批評家協会賞は2021年の映画を対象としており、2021年12月3日にノミネーションが発表され、受賞者は同月6日に発表された。

## 受賞・ノミネート一覧
※受賞は太字。

### 作品賞
- 『ドント・ルック・アップ』
- 『コーダ あいのうた』
- 『ドリームプラン』
- 『ベルファスト』
- 『シラノ』

### 監督賞
- デヴィッド・ロウリー - 『グリーン・ナイト』
- ケネス・ブラナー -『ベルファスト』
- ショーン・ベイカー - 『Red Rocket』
- アダム・マッケイ - 『ドント・ルック・アップ』
- リン＝マニュエル・ミランダ - 『Tick, tick... BOOM! : チック、チック…ブーン!』

### 主演男優賞
- アンドリュー・ガーフィールド - 『Tick, tick... BOOM! : チック、チック…ブーン!』
- オスカー・アイザック - 『カード・カウンター』
- ピーター・ディンクレイジ - 『シラノ』
- ニコラス・ケイジ - 『PIG/ピッグ』
- ウィル・スミス - 『ドリームプラン』

### 主演女優賞
- アラナ・ハイム - 『リコリス・ピザ』
- ジェシカ・チャステイン - 『タミー・フェイの瞳』
- クリステン・スチュワート - 『スペンサー ダイアナの決意』
- ジェニファー・ハドソン - 『リスペクト』
- ニコール・キッドマン - 『愛すべき夫妻の秘密』

### 助演男優賞
- コディ・スミット＝マクフィー - 『パワー・オブ・ザ・ドッグ』
- ジョン・バーンサル - 『ドリームプラン』
- トロイ・コッツァー - 『コーダ あいのうた』
- レイ・リオッタ - 『ソプラノズ ニューヨークに舞い降りたマフィアたち』
- ジャレッド・レト - 『ハウス・オブ・グッチ』

### 助演女優賞
- アーンジャニュー・エリス - 『ドリームプラン』
- キルスティン・ダンスト - 『パワー・オブ・ザ・ドッグ』
- リタ・モレノ - 『ウエスト・サイド・ストーリー』
- アリアナ・デボーズ - 『ウエスト・サイド・ストーリー』
- ダイアナ・リグ - 『ラストナイト・イン・ソーホー』

### 脚本賞
- ポール・トーマス・アンダーソン - 『リコリス・ピザ』
- ペドロ・アルモドヴァル - 『パラレル・マザーズ』
- ウェス・アンダーソン - 『フレンチ・ディスパッチ ザ・リバティ、カンザス・イヴニング・サン別冊』
- アダム・マッケイ - 『ドント・ルック・アップ』
- ジェイムズ・サミュエル、ボアズ・イェーキン - 『ザ・ハーダー・ゼイ・フォール: 報復の荒野』

### 脚色賞
- デヴィッド・ロウリー - 『グリーン・ナイト』
- キアラ・アレグリア・ヒュデス - 『イン・ザ・ハイツ』
- スティーヴン・レヴェンソン - 『Tick, tick... BOOM! : チック、チック…ブーン!』
- ジェーン・カンピオン - 『パワー・オブ・ザ・ドッグ』
- シアン・ヘダー - 『コーダ あいのうた』

### アンサンブル演技賞
- 『ハウス・オブ・グッチ』
- 『フレンチ・ディスパッチ ザ・リバティ、カンザス・イヴニング・サン別冊』
- 『ザ・ハーダー・ゼイ・フォール: 報復の荒野』
- 『ドント・ルック・アップ』
- 『コーダ あいのうた』

### ブレイクスルー賞
- アラナ・ハイム - 『リコリス・ピザ』での演技に対して
- エミリア・ジョーンズ - 『コーダ あいのうた』での演技に対して
- ウディ・ノーマン - 『カモン カモン』での演技に対して
- エマ・セリグマン - 『Shiva Baby』での演出・脚本に対して
- アガーテ・ルーゼル - 『TITANE/チタン』での演技に対して

### 音楽賞
- 『シラノ』
- 『Tick, tick... BOOM! : チック、チック…ブーン!』
- 『イン・ザ・ハイツ』
- 『ラストナイト・イン・ソーホー』
- 『ウエスト・サイド・ストーリー』

### アニメ映画賞
- 『FLEE フリー』
- 『ミッチェル家とマシンの反乱』
- 『クリプトズー』
- 『あの夏のルカ』
- 『ミラベルと魔法だらけの家』
- 『竜とそばかすの姫』

### ドキュメンタリー映画賞
- 『サマー・オブ・ソウル（あるいは、革命がテレビ放映されなかった時）』
- 『Street Gang: How We Got to Sesame Street』
- 『FLEE フリー』
- 『スパークス・ブラザーズ』
- 『Roadrunner: A Film About Anthony Bourdain』